# Jermaine Jackson
Jermaine Jackson (n. 11 decembrie 1954, Gary, Indiana, SUA) este un cantautor american. Este al treilea copil al familiei Jackson.

## Legături externe
- Site web oficial
- Jermaine Jackson complete website
- #1 source for anything Jermaine Jackson
- Jermaine Jackson Complete Motown Discography Arhivat în 25 ianuarie 2020, la Wayback Machine.
- Jermaine Jackson la Internet Movie Database